# Diana Stoica
Diana Stoica (n. 23 februarie 1991

, București, România) este un politician român, aleasă în 2020 deputat, pe listele Aliantei USR-PLUS.